# Altstadt (München)

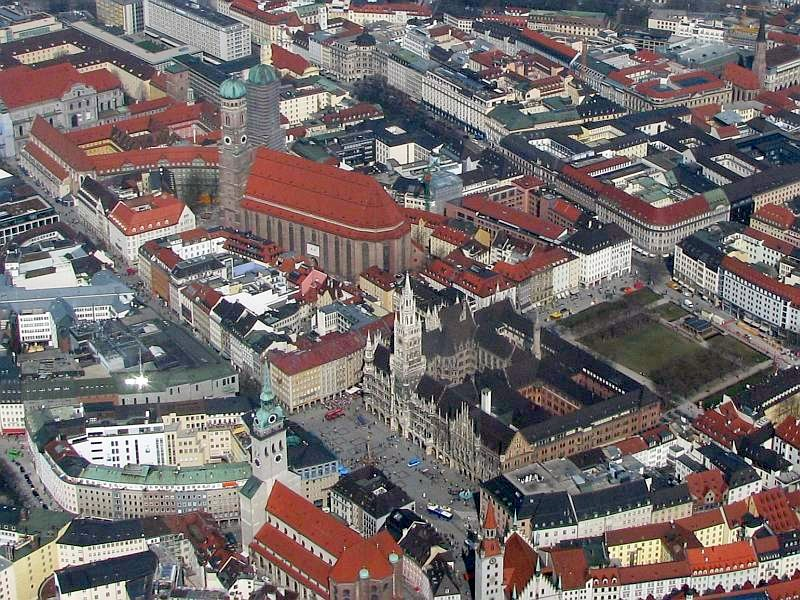
Zentrum der Münchner Altstadt mit Marienplatz, Altem und Neuem Rathaus, St. Peter und der Frauenkirche

Die Münchner Altstadt ist der Stadtteil der bayerischen Landeshauptstadt München, der am längsten zu der Stadt gehört, auch wenn einige Orte, die mittlerweile Stadtteile Münchens sind, schon lange vor München urkundlich erwähnt wurden. Die Altstadt bildet zusammen mit dem Stadtteil Lehel den Stadtbezirk Nr. 1 Altstadt-Lehel. Der gesamte Bereich der Altstadt ist sowohl als denkmalgeschütztes Ensemble als auch als Bodendenkmal (archäologisches Denkmal) in die Bayerische Denkmalliste eingetragen.

## Lage

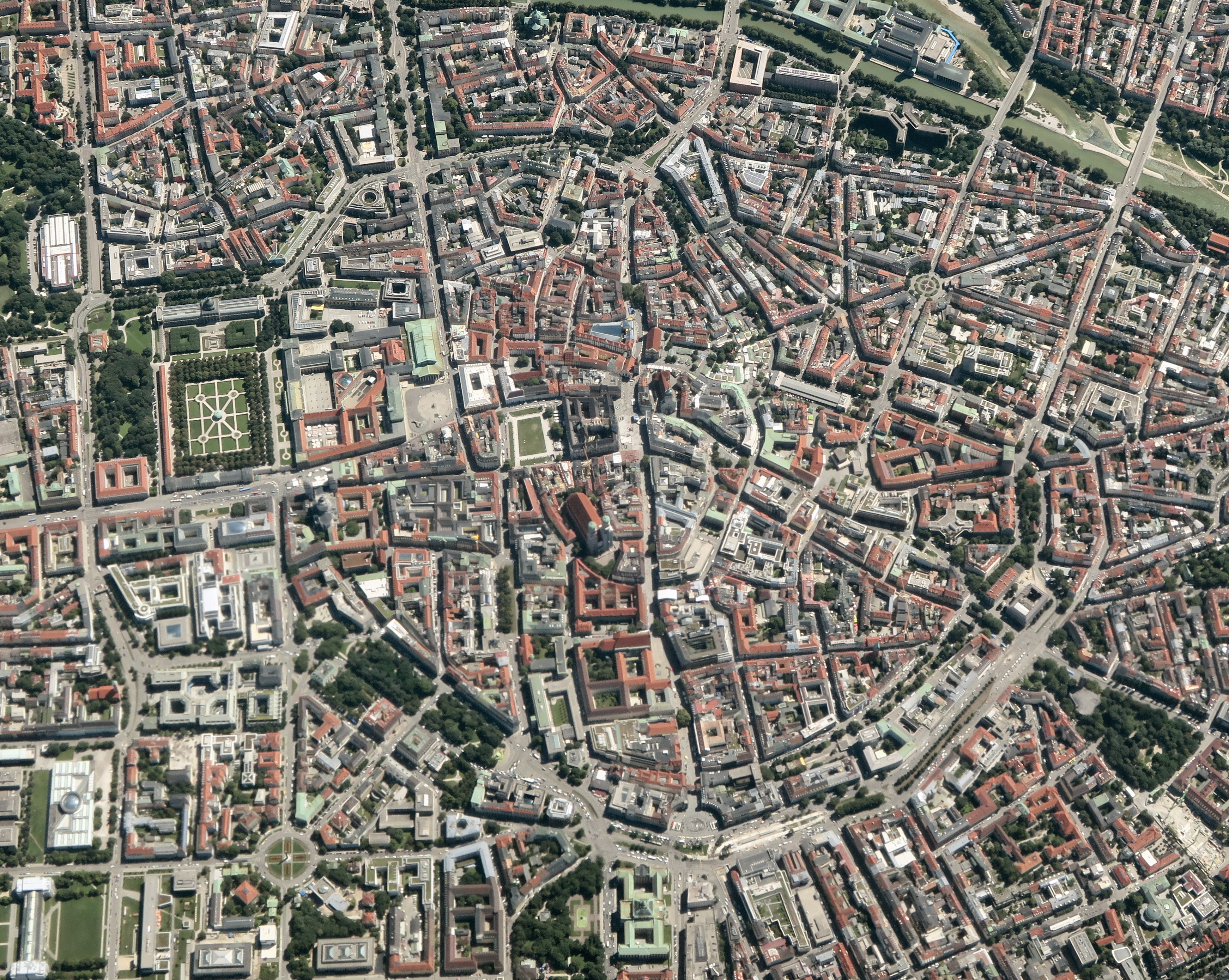
Luftbild der Altstadt und des sie umgebenden Altstadtrings Richtung Osten

Der Münchner Stadtteil Altstadt entspricht im Wesentlichen dem Gebiet des historischen Stadtkerns Münchens, also dem Gebiet, das seit dem Mittelalter bis zum Ende des 18. Jahrhunderts von der Münchner Stadtbefestigung umgeben war. Sie liegt auf zwei Terrassenstufen der Münchner Schotterebene, der Hirschauterrasse, die das ursprüngliche Hochwasserbett der Isar bildete, und der nur wenige Meter höher gelegenen Altstadtterrasse, auf der die ursprüngliche Stadt gegründet wurde. Die Hangkante verläuft ungefähr entlang der Westseite von Oberanger, Rosental, Viktualienmarkt, Sparkassenstraße und Marstallplatz und trennt den oberen von dem unteren Hofgarten.
Die Grenze der Altstadt wird im Wesentlichen durch den Altstadtring gebildet. Ausnahmen sind im Norden der Verlauf Galeriestraße – Odeonsplatz – Brienner Straße innerhalb des Altstadtrings und im Südosten der Straßenzug Müllerstraße–Rumfordstraße außerhalb des Altstadtrings. Die Altstadt grenzt an vier Stadtteile, die ursprünglich die Fortsetzung der historischen Stadtviertel außerhalb der Stadtmauer darstellten: im Nordosten das Lehel, früher auch St.-Anna-Vorstadt oder äußeres Graggenauer Viertel genannt, im Südosten die Isarvorstadt, früher auch äußeres Angerviertel genannt, im Südwesten die Ludwigsvorstadt, früher auch äußeres Hackenviertel genannt, und im Nordwesten die Maxvorstadt, früher auch äußeres Kreuzviertel genannt.

## Name
„Altstadt“ ist in München nicht – wie beispielsweise in Landshut oder Straubing – ein historischer Ortsname zur Abgrenzung gegenüber einer Neustadt. Beschreibend wird der Begriff ab dem 19. Jahrhundert benutzt, um den historischen Stadtkern, also den Bereich innerhalb der ursprünglichen Stadtmauern, von den neu angelegten Vorstädten zu unterscheiden.
Als Toponym wird die Bezeichnung erstmals nach dem Zweiten Weltkrieg verwendet, als mit der Einführung der Bezirksausschüsse nach Namen für die Münchner Stadtbezirke gesucht wurde, die die frühere Bezeichnung der Stadtbezirke durch Nummern ersetzen oder zumindest ergänzen sollten. Offiziell beschlossen wurde der Name dann 1954 durch den Münchner Stadtrat als Altstadt-Nord für den Zusammenschluss der bisherigen Stadtbezirke 1 und 4 und Altstadt-Süd für den Zusammenschluss der bisherigen Stadtbezirke 2 und 3.

## Geschichte

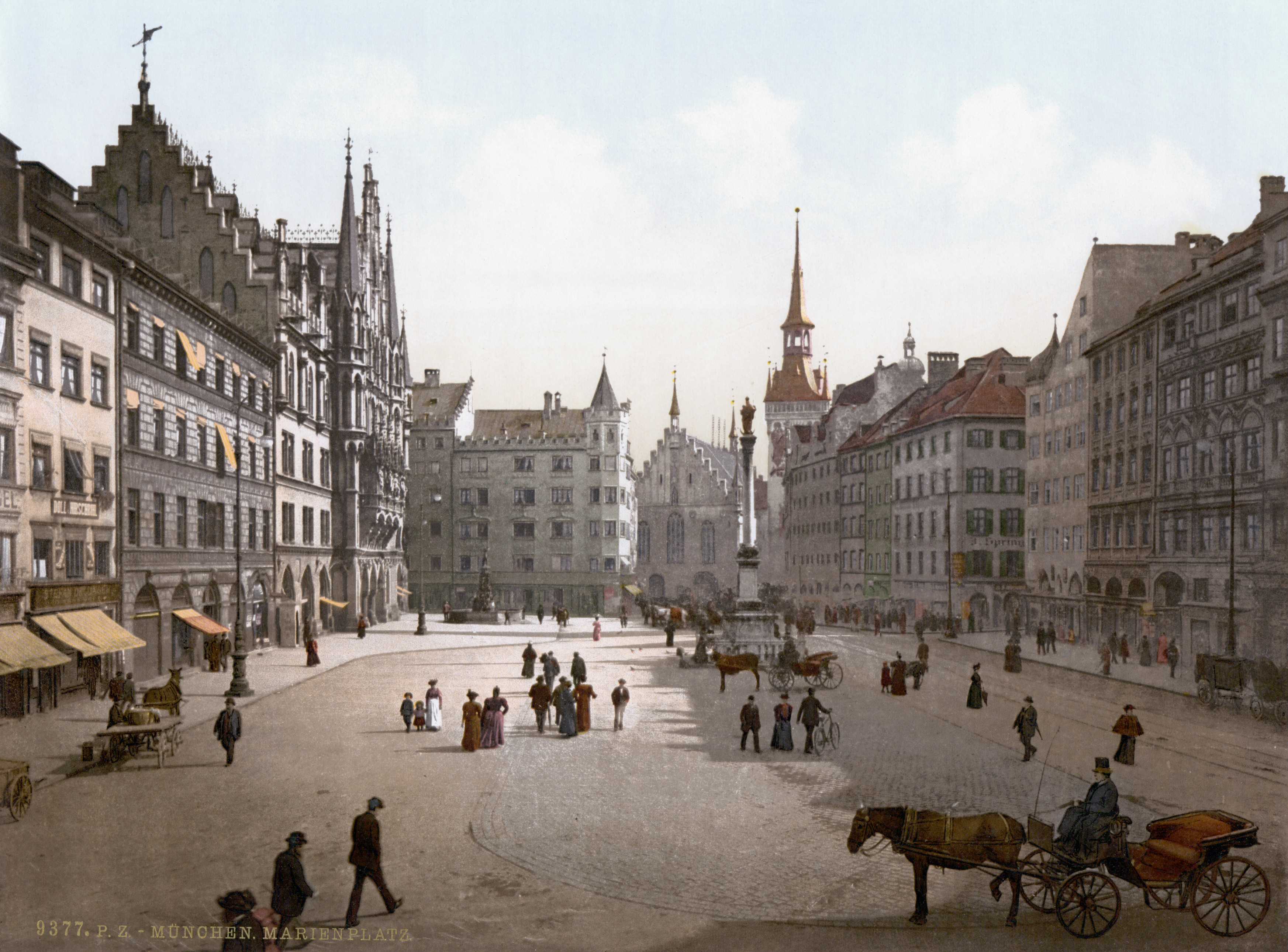
Marienplatz in den 1890er Jahren

Im Zentrum der Altstadt liegt der Marienplatz an der Stelle, an der die überlieferte Geschichte Münchens mit der am 14. Juni 1158 im Augsburger Schied genannten Gründung eines Marktes durch Heinrich den Löwen begann. Bis zum Ende des 18. Jahrhunderts war die Geschichte Münchens im Wesentlichen eine Geschichte der Stadt (der heutigen Altstadt), der außerhalb der Münchner Stadtbefestigung gelegene Münchner Burgfrieden spielte demgegenüber eine untergeordnete Rolle. 1255 wurde München Residenzstadt der Wittelsbacher, 1506 Hauptstadt des wiedervereinigten Bayerns, 1806 Hauptstadt des Königreichs Bayern. Diese Rolle als Residenzstadt prägte die Geschichte und das Stadtbild der Münchner Altstadt, die Bürgerschaft konnte sich gegenüber der herzoglichen Stadtherrschaft nur allmählich emanzipieren. So dominieren im Norden der Altstadt die Residenz, die Theatinerkirche und das Nationaltheater das Stadtbild. Das Neue Rathaus am Marienplatz, die Demonstration städtischer Selbständigkeit, stammt erst vom Ende des 19. Jahrhunderts.
Das Gebiet der Altstadt wurde im Zweiten Weltkrieg zu wesentlichen Teilen zerstört. Der Wiederaufbau erfolgte unter weitgehender Erhaltung der mittelalterlichen Straßenverläufe und der meisten das Stadtbild bestimmenden Großbauten wie der Kirchen, der Residenz, des Nationaltheaters, des Alten Hofs, der Stadttore, soweit sie vor dem Krieg überhaupt noch erhalten waren, sowie des Alten und des Neuen Rathauses. Die bürgerlichen Bauten der Münchner Altstadt, wie sie vor allem durch die Photographien von Georg Pettendorfer dokumentiert sind, sind jedoch weitgehend verloren. Größere Änderungen des Straßenbildes waren vor allem die Räumung des Marienhofs und der Durchbruch vom Rindermarkt nach Süden, die große Plätze anstelle der ursprünglichen engen Straßen schufen. Einen weiteren Eingriff in die Bausubstanz und den Charakter der Altstadt brachte der Bau des Altstadtrings in den 1960er Jahren mit sich. Durch die Anlage einer Fußgängerzone 1972 wurde der Durchgangsverkehr ganz aus der Altstadt herausgenommen.

## Unterteilung

Der erste Stadtplan Münchens von Tobias Volckmer, 1613, zeigt deutlich die innere Stadt als Halboval und die sie umgebende äußere Stadt mit der keilförmig ins Tal vorspringenden Talstadt sowie die sich am Westende des Marienplatzes kreuzenden Hauptachsen der Stadt.

Eine erste Unterteilung der Stadt erfolgte 1271 durch die Teilung der Pfarrei St. Peter entlang der Ost-West-Achse der Stadt (der Salzstraße) und die Erhebung der Frauenkirche zur zweiten Pfarrkirche. Obwohl das primär eine kirchliche Unterteilung war, diente sie auch in weltlichen Urkunden zur Bezeichnung der Nord- bzw. Südhälfte der Stadt und sogar des außerhalb der Stadt gelegenen Burgfriedens als St. Mariae und St. Petri.
1300 wurde dann erstmals eine Unterteilung in eine innere und eine äußere Stadt urkundlich erwähnt. Innere Stadt bezeichnete dabei die von der ersten Stadtmauer umgebene Kernstadt, die auf die Gründung Heinrichs des Löwen zurückging und daher in der Münchner Stadtgeschichte oft auch als leonische Stadt oder Heinrichsstadt bezeichnet wurde. Äußere Stadt bezeichnete die Stadterweiterungen unter Ludwig dem Strengen und Ludwig dem Bayern, die von der 1300 noch im Bau befindlichen zweiten Stadtmauer umgeben wurde. Die Grenze zwischen innerer und äußerer Stadt verlief etwa entlang der heutigen Straßen Sparkassenstraße, Viktualienmarkt, Rosental, Färbergraben, Augustinerstraße, Schäfflerstraße, Schrammerstraße, Hofgraben. Diese Unterteilung hatte keine administrative Bedeutung. Zwischen beiden Bereichen gab es ein soziales Gefälle, auch wenn die innere Stadt nicht, wie gelegentlich dargestellt wird, nur von Patriziern bewohnt war. Die Unterteilung in innere und äußere Stadt wurde mit der Pfarreinteilung kombiniert, so hieß z. B. die Südhälfte der inneren Stadt „innere Stadt Petri“.
Wichtiger als die Unterscheidung in innere und äußere Stadt war im Mittelalter die heute noch bestehende Aufteilung der Altstadt in Viertel, die durch die Hauptverkehrsachsen Münchens voneinander getrennt waren. Schriftlich erwähnt sind die Viertel erstmals in einer Urkunde vom 21. Januar 1363 unter lateinischen Namen: „quarta fori pecorum“ (Viertel des Rindermarktes, Rindermarktviertel) „quarta secunda ad gradus superioris institarum“ (zweites Viertel zu den oberen Kramen, Kramenviertel), „quarta tercia apud fratres heremitanos“ (drittes Viertel bei den Eremitenbrüdern, Eremitenviertel), „quarta ultima apud Chunradum Wilbrechtum“ (letztes Viertel beim Konrad Wilbrecht, Wilbrechtsviertel). Das Tal wurde als eigener Bereich aufgezählt und nicht den Vierteln zugeordnet. Ein Ratsprotokoll vom 29. Dezember 1458 bezeichnete erstmals drei der Viertel mit den heutigen Namen: das Hackenviertel, das Kreuzviertel und das Graggenauer Viertel. Das erste Viertel hieß weiter Rindermarktviertel, die Bezeichnung Angerviertel wurde erstmals am 15. September 1508 genannt, aber erst ab 1530 in den Ratsprotokollen verwendet. Das Tal war nun kein eigener Bereich mehr, sondern auf die benachbarten Viertel aufgeteilt. Die Reihenfolge der Aufzählung der Viertel blieb gegenüber 1363 unverändert.
Diese Einteilung in Viertel, die für viele mittelalterliche Städte typisch ist, war zunächst eine militärische Gliederung, die dann auf die öffentliche Ordnung ausgeweitet wurde. Die Viertel wurden ursprünglich jeweils von zwei Hauptleuten geleitet, ab 1403 von dreien, je einem aus dem inneren und dem äußeren Rat und von der Gemein. Diese Hauptleute hatten für die innere Sicherheit zu sorgen (Polizei, Nachtwachen, Bewachung der Stadtmauern und -tore, Feuerwehr, Ordnung bei Märkten und Veranstaltungen wie Pferderennen) und leiteten die militärischen Aufgebote der Münchner Bürger. Falls erforderlich, wurden das militärische Aufgebot eines Stadtteils im Feld weiter unterteilt, so werden z. B. 1410 „Achtel“ genannt. Wegen ihrer Bedeutung für die Polizeidienste wurden die Viertel im 19. Jahrhundert auch als Polizeidistrikte bezeichnet.
Nach der Entfestigung Münchens Ende des 18. Jahrhunderts wurden die Namen der Viertel auf die Stadterweiterungen außerhalb der alten Stadtmauern ausgedehnt, die als äußeres Graggenauer, Anger-, Hacken- und Kreuzviertel bezeichnet wurden. Erst ab 1812 erhielten diese Gebiete eigene Namen und wurden als Vorstädte bezeichnet: St.-Anna-Vorstadt (heute Lehel), Isarvorstadt, Ludwigsvorstadt, Maxvorstadt und Schönfeldvorstadt (heute Teil der Maxvorstadt).
Bei der Einteilung des Stadtgebiets in Stadtbezirke bildeten die mittelalterlichen Stadtviertel die Stadtbezirke 1 bis 4. Nach dem Zweiten Weltkrieg erhielten die Bezirke Namen, die bis auf das Angerviertel keinen Bezug zu den historischen Namen hatten. Im Jahr 1954 wurden die Stadtbezirke 1 und 4 zum Stadtbezirk Altstadt-Nord zusammengefasst und die Stadtbezirke 2 und 3 zum Stadtbezirk Altstadt-Süd. Im heutigen Stadtbezirk Altstadt-Lehel bilden die Viertel vier von sechs Bezirksteilen und tragen wieder ihre historischen Namen. Ihre Außengrenzen werden überwiegend durch den Altstadtring gebildet und liegen damit größtenteils außerhalb der mittelalterlichen Grenzen.
| Name                | Lage     | Ost- bzw. Westgrenze            | Nord- bzw. Südgrenze               | Viertel 1363 | Name 1363          | Bezirk-Nr. | Name 1947         |
| ------------------- | -------- | ------------------------------- | ---------------------------------- | ------------ | ------------------ | ---------- | ----------------- |
| Graggenauer Viertel | Nordost  | Weinstraße – Theatinerstraße    | Marienplatz – Tal                  | 4.           | Wilbrechtsviertel  | 1          | Max-Joseph-Platz  |
| Angerviertel        | Südost   | Rosenstraße – Sendlinger Straße | Marienplatz – Tal                  | 1.           | Rindermarktviertel | 2          | Angerviertel      |
| Hackenviertel       | Südwest  | Rosenstraße – Sendlinger Straße | Kaufingerstraße – Neuhauser Straße | 2.           | Kramenviertel      | 3          | Sendlinger Straße |
| Kreuzviertel        | Nordwest | Weinstraße – Theatinerstraße    | Kaufingerstraße – Neuhauser Straße | 3.           | Eremitenviertel    | 4          | City-Bezirk       |

### Graggenauer Viertel

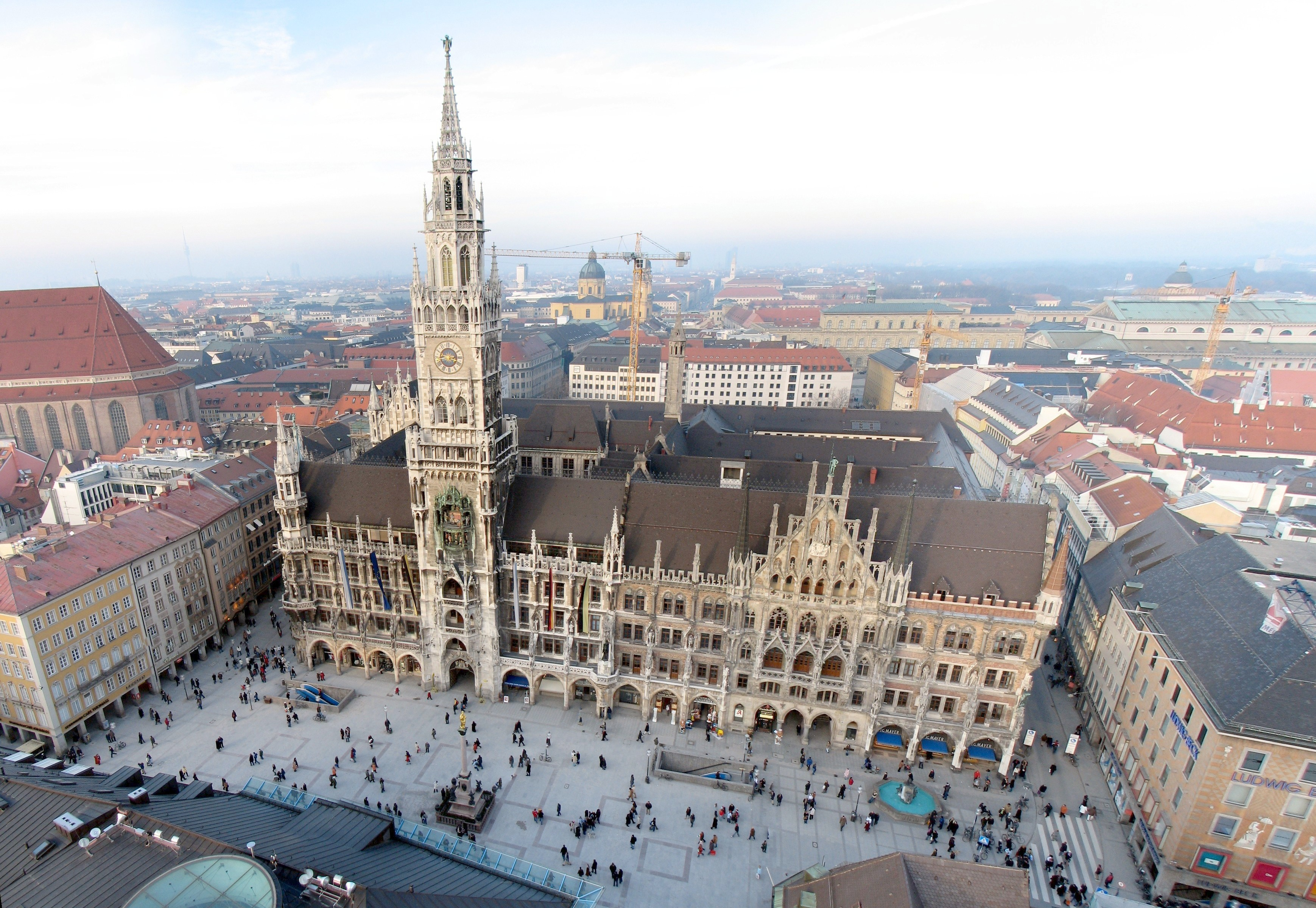
Marienplatz mit neuem Rathaus

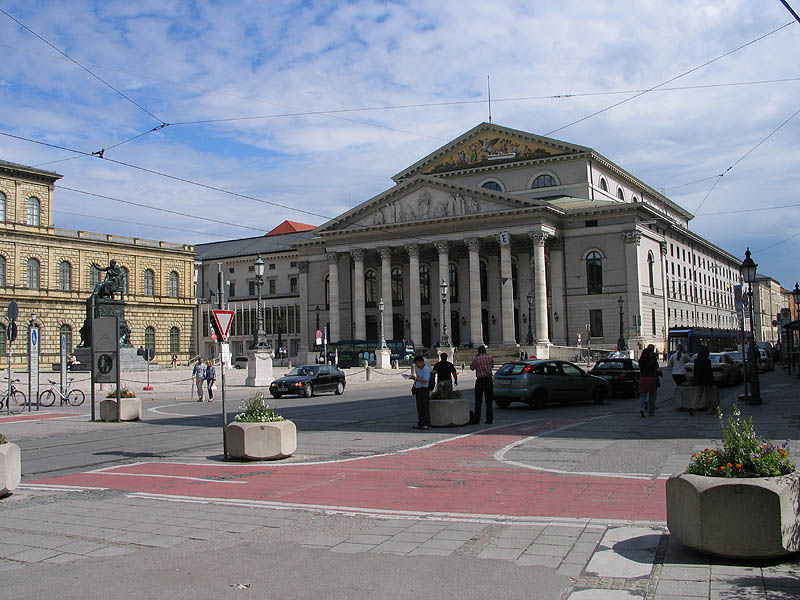
Max-Josephs-Platz

Der Name des Graggenauer Viertels leitet sich von der Graggenau ab, einer 1325 „Grakkaw“ und 1326/27 „Gragkenawe“ genannten Flurbezeichnung, die ihre Wurzel im Wort Krack hat, das Rabe, Krähe bedeutet. Das Graggenauer Viertel war das einzige, das bei seiner ersten urkundlichen Erwähnung als „Wilbrechtsviertel“ nach seinem Hauptmann benannt wurde. Nach weiteren Hauptleuten hieß es 1420/21 „des Hansens Barts Viertel“, 1433 „des Scharfzahns Viertel“, 1439 wieder „des Wilbrechts Viertel“. Auch die anderen Viertel wurden zeitweise nach ihren Hauptleuten benannt. Mit dem Kreuzviertel zusammen bildete das Graggenauer Viertel im Mittelalter das Gebiet der Frauenpfarrei und ab 1954 den Stadtbezirk Altstadt Nord.
Das Graggenauer Viertel ist geprägt durch die herzoglichen Bauten des Alten Hofs und der Münchner Residenz, die zusammen mit zwischen ihnen liegenden und dem Hofdienst zugeordneten Bauten, z. B. dem Alten Marstall (Alte Münze), den herzoglichen Zeughäusern und der Hofpfisterei, das Viertel in zwei Hälften teilten, einen Bereich auf der Altstadtterrasse und einen Bereich im Tal. Der Bereich nördlich des Marienplatzes wurde zunächst von der Hofdienerschaft, später auch von wohlhabenden Bürgern bewohnt. Der im Tal liegende Bereich war überwiegend Sitz von Handwerksbetrieben. Das Franziskanerkloster am heutigen Max-Joseph-Platz, das Pütrich-Regelhaus (auch: Pütrich-Seelhaus) und das Ridler-Seelhaus bildeten den geistlichen Schwerpunkt des Viertels.
Das bürgerliche München war seit dem Mittelalter durch das Alte Rathaus in diesem Viertel repräsentiert. Im 19. Jahrhundert mussten die Häuser nördlich des Marienplatzes dem Bau des Neuen Rathauses weichen. Wegen seiner Nähe zum Hof war das Graggenauer Viertel bei Reisenden besonders beliebt. Heute bildet das Platzl mit dem Hofbräuhaus einen touristischen Anziehungspunkt. Mit der Maximilianstraße, der Residenzstraße und der Ostseite der Theatinerstraße liegen auch die vornehmsten Geschäftsstraßen in diesem Viertel. Nördlich des Neuen Rathauses liegt der Marienhof. Dieser Bereich und seine Wohnbebauung wurden während des Zweiten Weltkriegs durch US-Bombenangriffe zerstört. Zwischenzeitlich als Parkplatz genutzt, wurde der Marienhof nie wieder bebaut. Die dort befindliche Grünfläche musste im Jahr 2018 im Rahmen der Bauarbeiten zur zweiten S-Bahn Stammstrecke weichen.

### Angerviertel

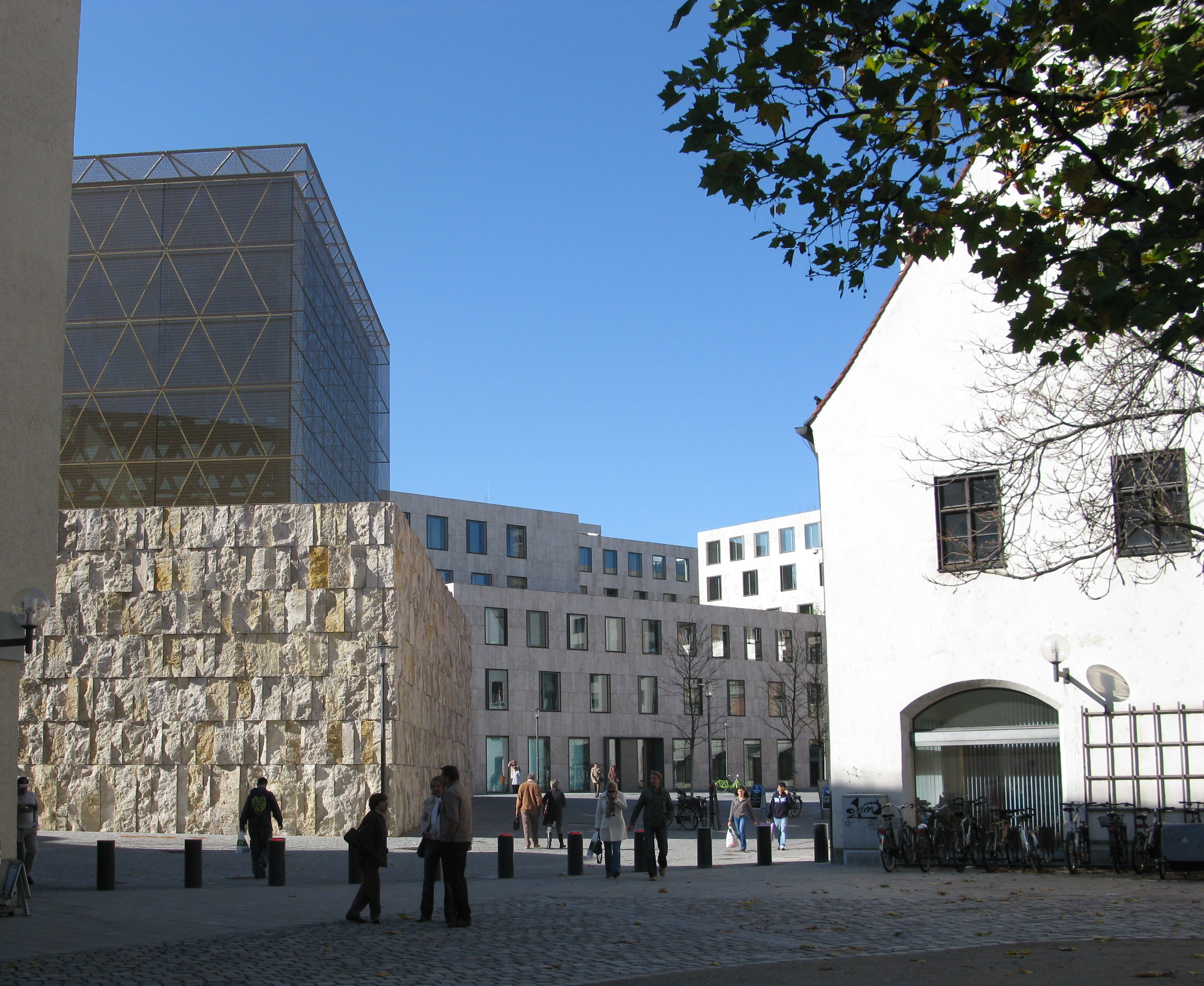
St. Jakobsplatz

Im Angerviertel waren vorwiegend handeltreibende Bürger und Handwerker ansässig, die die Wasserkraft der Stadtbäche für ihre Betriebe nutzten.
Das Angerviertel hat seinen Namen von einem Anger, also einem offenen Platz, der sich ursprünglich im Bereich des heutigen Sankt-Jakobs-Platzes befand. Es ist das Viertel, das als letztes seinen heutigen Namen bekam. Der ursprüngliche Name „Rindermarktviertel“ stammte von dem ehemaligen Viehmarkt, an den der Rindermarktbrunnen des Bildhauers Josef Henselmann aus dem Jahr 1964 und der Straßenname Rindermarkt noch erinnern. Nach Hauptleuten des Viertels wurde es 1420/21 als „des Hans Pütrichs Viertel“ und 1445 als „des Rudolfs Viertel“ bezeichnet. 1487 ist die Bezeichnung „am Anger…zu München“ in einer Münchner Notariatsurkunde bezeugt. Mit dem Hackenviertel zusammen bildete das Angerviertel im Mittelalter das Gebiet der Peterspfarrei, das Gebiet des Heilig-Geist-Spitals bildete jedoch eine eigene Pfarrei mit der Heilig-Geist-Kirche als Pfarrkirche und mit eigenem Friedhof. Ab 1954 bildeten die beiden Viertel den Stadtbezirk Altstadt-Süd.
Das Angerviertel ist wie ein Haken geformt. In der Mitte liegt das Petersbergl auf der Altstadtterrasse, daran schließt sich nach Osten und Süden je ein schmaler Streifen auf der Hirschauterrasse an, die von den Stadtbächen durchflossen waren. Im Angerviertel wohnen 3.611 Menschen (Stand 2019).

### Hackenviertel

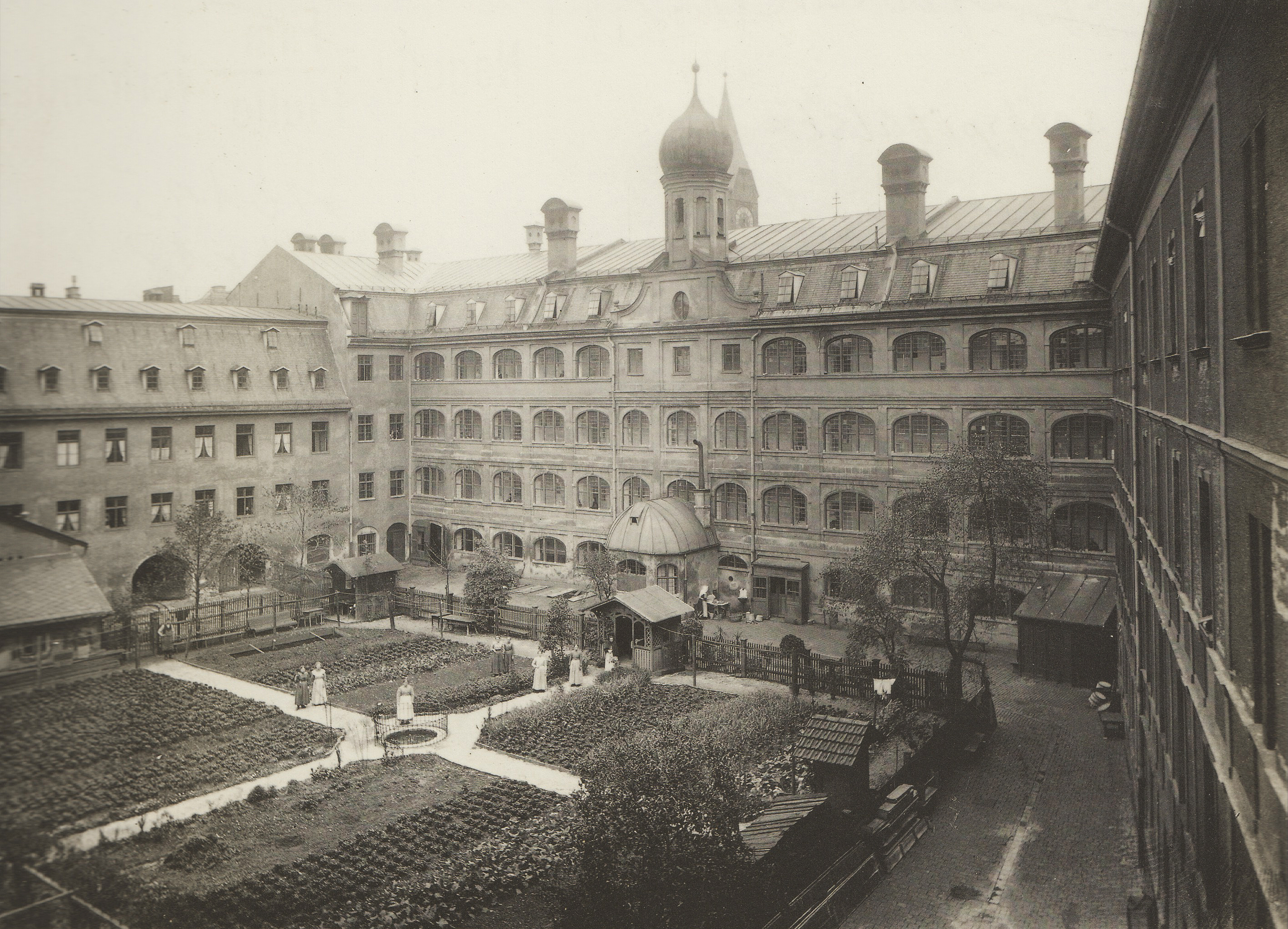
Blick vom Herzogspital in den Innenhof des Josephspitals (1913)

Das Hackenviertel ist nach einer Flurbezeichnung „in dem Haggen“ benannt, die 1326 erstmals erwähnt wurde und die in dem heute von den Straßen Altheimer Eck, Hotterstraße, Hackenstraße, Brunnstraße und Damenstiftstraße begrenzten Bereich lag. Abgeleitet wird diese Flurbezeichnung von Hag, also eingefriedetes, eingezäuntes Gelände. Im Hackenviertel am Altheimer Eck lag die Siedlung Altheim, die durch den Einbeziehung in den zweiten Stadtmauerring in das Stadtgebiet eingegliedert wurde und sich heute noch durch den abgeknickten Straßenverlauf der beiden Ost-West-Verbindungen bemerkbar macht.
Die Herkunft des ursprünglichen Namens „Kramenviertel“ (Viertel zu den oberen Kramen bei der ersten Nennung 1363) ist ungeklärt, da sich die oberen Kramen (Kramläden) auf der Südseite des Marienplatzes befanden, also im Angerviertel lagen. Gemeint waren wohl Kramläden auf der Südseite der Kaufingerstraße. Nach Hauptleuten des Viertels aus der Familie Schrenck wurde es 1420/21 als „des Lorenz Schrencken Viertel“ und 1445 einfach als „des Schrencken Viertel“ bezeichnet. Mit dem Angerviertel zusammen bildete das Hackenviertel im Mittelalter das Gebiet der Peterspfarrei, dort lagen auch der Friedhof der Pfarrei und die ehemalige Friedhofskirche, die heutige Allerheiligenkirche am Kreuz. Ab 1954 bildeten die beiden Viertel den Stadtbezirk Altstadt-Süd.
Im Hackenviertel waren vorwiegend handeltreibende Bürger ansässig. Adelspalais gab es dort nur wenige und auch die Klöster der Salesianerinnen (später St.-Anna-Damenstift) und der Servitinnen fielen durch ihre zurückhaltende Architektur nicht besonders auf. Bis zum Zweiten Weltkrieg prägten die beiden großen Komplexe des Herzogspitals und des Josephspitals das Erscheinungsbild des Viertels.

### Kreuzviertel

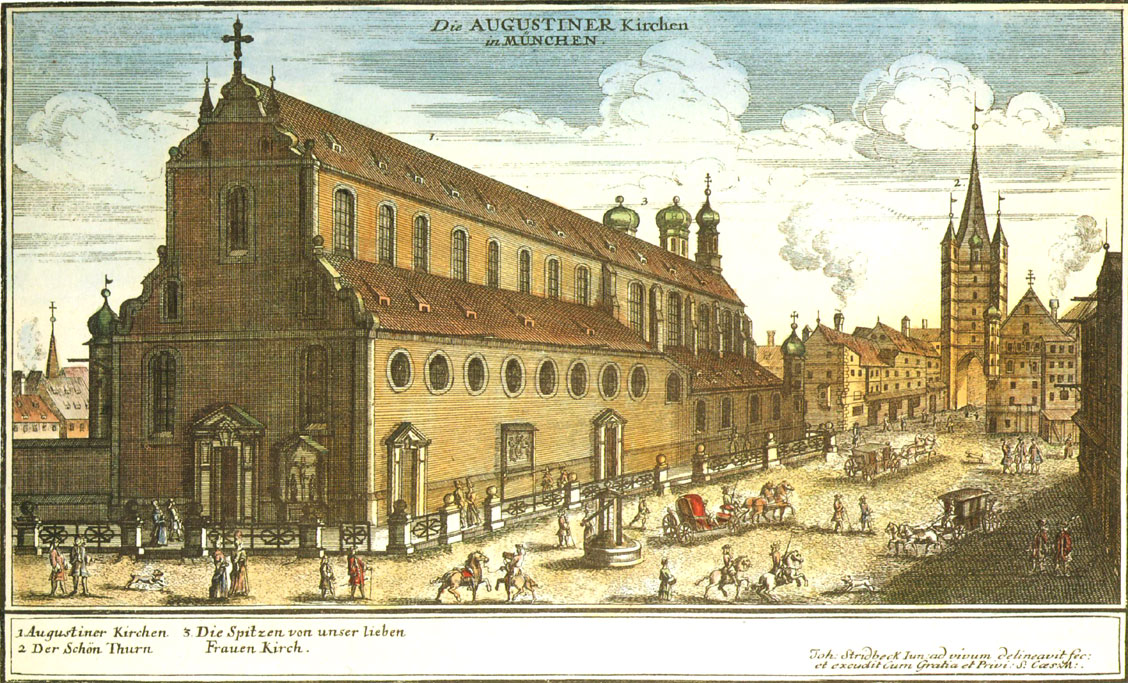
Die Augustinerkirche, heute Deutsches Jagd- und Fischereimuseum

Das Kreuzviertel hat seinen Namen von der Kreuzgasse, einer Straße, die heute in etwa dem Promenadeplatz und der Pacellistraße entspricht. Die Herkunft des Namens ist ungeklärt, evtl. geht er auf ein einstiges Gemarkungszeichen oder ein dort stehendes Feldkreuz zurück. Der ursprüngliche Name „Eremitenviertel“ bezieht sich auf das Kloster der Augustiner-Eremiten, das seit 1294 in diesem Viertel lag und von dem nur noch die säkularisierte Augustinerkirche erhalten ist. Nach Hauptleuten des Viertels wurde es 1410 als „des Katzmairs Viertel“, 1420/21 als „des Franz Tichtls Viertel“ und 1445 als „des Ligsalz Viertel“ bezeichnet. Mit dem Graggenauer Viertel zusammen bildete das Kreuzviertel im Mittelalter das Gebiet der Frauenpfarrei, dort lagen auch der Friedhof der Pfarrei und die ehemalige Friedhofskirche, die heutige Salvatorkirche. Ab 1954 bildeten die beiden Viertel den Stadtbezirk Altstadt Nord.
Im Mittelalter war das Kreuzviertel das Zentrum des wohlhabenden Bürgertums. Dort standen an der Stelle des heutigen Promenadeplatzes die Salzstadel, wo das Salz gelagert wurde, dem München einen großen Teil seines Wohlstands verdankte. Dort standen auch die Wohnhäuser reicher Kaufleute und Patrizier. Das überragendste Bauwerk des Mittelalters ist die Frauenkirche, die 1271 zur zweiten Münchner Pfarrei erhoben worden war. Zu ihr gehörte ein Friedhof an der Außenmauer der Stadt mit der Salvatorkirche als Friedhofskirche.
Ab dem 16. Jahrhundert wurde die bürgerliche Bausubstanz immer weiter zurückgedrängt. Zunächst entstanden die großen Gebäudekomplexe der Wilhelminischen Veste und des Jesuitenklosters mit der Kirche St. Michael und der Alten Akademie, heute eine Meditationskirche. Es folgten Klöster der Karmeliten und der Karmelitinnen und außerhalb der Stadtmauer auf einer Bastion der Wallbefestigung das Kapuzinerkloster, so dass das Kreuzviertel sich zu einem geistlichen Zentrum entwickelte.
Im 17. und 18. Jahrhundert erwarben zunehmend Adelige Grundstücke im Kreuzviertel und errichteten repräsentative Palais, besonders im Bereich des Promenadeplatzes, der Prannerstraße und der Kardinal-Faulhaber-Straße. Am Nordende der Hinteren Schwabinger Gasse (heute Theatinerstraße) entstanden die Theatinerkirche als Hofkirche und das angrenzende Kloster der Theatiner.
Im 19. Jahrhundert waren in diesem Viertel staatliche Organisationen konzentriert, z. B. der Landtag in der Prannerstraße, das Innenministerium in den Gebäuden des während der Säkularisation aufgelösten Theatinerklosters und das Außenministerium mit dem Sitz des Ministerpräsidenten im Palais Montgelas. Ende des 19. Jahrhunderts übernahmen mehrere Banken alte Adelspalais und errichteten an ihrer Stelle monumentale Bankgebäude, z. B. die Königliche Filialbank (ab 1918 Bayerische Staatsbank) Kardinal-Faulhaber-Straße 1, die Bayerische Hypotheken- und Wechsel-Bank Kardinal-Faulhaber-Straße 10 und die Bayerische Vereinsbank Kardinal-Faulhaber-Straße 14.